# Totaalsynthese

Strychnine, een alkaloïde dat uit een aantal planten kan worden gewonnen, werd voor het eerst gesynthetiseerd door Nobelprijswinnaar Robert Burns Woodward in 1954. Deze totaalsynthese start vanuit twee zeer eenvoudige verbindingen: fenylhydrazine en acetoveratron.

Een totaalsynthese is  de synthese van een complexe organische verbinding, uitgaande van relatief eenvoudige kleine bouwstenen en zonder de tussenkomst van biologische dan wel biochemische processen. In de praktijk zijn de eenvoudige bouwstenen commercieel verkrijgbaar. 
Doelmoleculen (zogenaamde targets) zijn doorgaans natuurproducten, maar ook medicinaal interessante stoffen of organische moleculen die vanuit een theoretisch oogpunt belangrijk zijn (zoals cubaan of bullvaleen), worden via totaalsynthese bereid.
De totaalsynthese verschilt van de semisynthese (ook wel aangeduid als hemisynthese of partiële synthese), omdat deze laatste start van relatief complexe verbindingen en via een reeks manipulaties (organische reacties) tot een doelwitmolecule komt.

## Betekenis
De totaalsynthese had aan het begin van de 20e eeuw een belangrijke betekenis: tot de brede introductie van spectroscopische technieken als NMR en röntgendiffractie was een totaalsynthese het ultieme bewijs dat de voorgestelde structuur van met name in de natuur voorkomende stoffen de juiste was. Voorwaarde daarbij was wel dat zowel de structuur van de gebruikte uitgangsstoffen als het product van de gebruikte reacties eenduidig bekend waren. Vooral van secundaire metabolieten als de alkaloïden was aan deze eis vaak lastig te voldoen.
In het kielzog van deze totaalsyntheses zijn een groot aantal, nog steeds zeer bruikbare, reacties ontdekt. Ook een aantal fundamentele regels rond reactiviteit in de organische chemie vallen als spin off van deze zoektochten te beschouwen. Een van de bekendste voorbeelden hiervan zijn de Woodward-Hoffmann-regels die opgesteld werden tijdens de ontwikkeling van de totaalsynthese van vitamine B12 (cobalamine).

## Voorbeelden
Klassieke voorbeelden van verbindingen die via totaalsynthesen zijn bereid zijn cholesterol, cortisone, chlorofyl, colchicine, cobalamine, galantamine, kinine, lysergeenzuur, de prostaglandinen, rapamycine, reserpine, strychnine en taxol. Aan heel wat vooraanstaande organische chemici die aan de totaalsynthese van dergelijke verbindingen werkten werd de Nobelprijs uitgereikt. Vermeldenswaardig zijn:
- Richard Willstätter (1915)
- Robert Robinson (1947)
- Otto Diels en Kurt Alder (1950)
- Robert Burns Woodward (1965)
- Derek Barton (1969)
- Geoffrey Wilkinson (1973)
- John Cornforth (1975)
- Herbert Brown en Georg Wittig (1979)
- Roald Hoffmann (1981)
- Elias James Corey (1990)
- George Olah (1994)
- William Knowles, Ryoji Noyori en Barry Sharpless (2001)
- Robert Grubbs, Richard Schrock en Yves Chauvin (2005)
- Richard F. Heck, Ei'ichi Negishi en Akira Suzuki (2010)